# Supermarkt (Film)
Supermarkt ist ein deutscher Action- und Kriminalfilm mit Sozialdramaelementen von Roland Klick aus dem Jahre 1974. Zum 50. Kinojubiläum kommt der Film in einer restaurierten Fassung erneut in die Kinos.

## Handlung
Der verwahrloste Heranwachsende Willi lebt im Hamburger Kiez in der Hafengegend von St. Pauli. Er gaunert sich durch den Tag und versucht, irgendwie zu überleben. Eines Tages wird er von einer Polizeistreife ausgemacht, rennt davon und wird schließlich festgenommen. Nachdem er aus dem Polizeirevier entflohen ist, taucht Willi unter. Er gerät in eine unaufhörliche Abwärtsspirale. Verschiedene Typen nutzen ihn aus und missbrauchen ihn für ihre Zwecke. Über einen Stricher-Zuhälter kommt er in Kontakt mit einem reichen Schwulen, ein progressiv gesinnter Journalist nimmt ihn zwar vorübergehend bei sich auf, versucht aber auch, Willi für eine chancenlose Resozialisierungsmaßnahme zu instrumentalisieren. Erst die Begegnung mit der Prostituierten Monika, der es eigentlich noch schlechter geht als ihm, wird zu einem Lichtstreif am bislang düsteren Horizont. Beide verlieben sich ineinander.
Doch eines Tages holt Willi seine Vergangenheit ein. Die eigene Hoffnungslosigkeit und seine feste Überzeugung, nie mehr aus dem Loch, in dem er sich sieht, herauszukommen, lassen ihn schließlich endgültig in die Kriminalität abgleiten. Im Affekt tötet er den reichen Schwulen und wird nun endgültig zum Gehetzten. In seiner Verzweiflung überfällt er mit seinem Zuhälter-Kumpel, der in einer Bruchbude haust, den Geldtransport eines Supermarktes. Schüsse fallen. Der Raubüberfall wird zu einem Fiasko, es kommt sogar zu einer Geiselnahme, und die beiden Amateurgangster fliehen mit der mitgeschleppten männlichen Geisel in einem gekaperten Auto.

## Produktionsnotizen
Die Dreharbeiten fanden 1973 überwiegend im Hamburger Hafenviertel statt. Die Uraufführung erfolgte am 31. Januar 1974. Am 12. Januar 1985 wurde Supermarkt erstmals im Fernsehen (NDR) ausgestrahlt.
Die brünette Schauspielerin Eva Mattes tritt hier mit blonder Perücke auf.
Joachim von Vietinghoff war Produktionsleiter, für die Ausstattung zeichnete Georg von Kieseritzky verantwortlich.
Das von Peter Hesslein (Lucifer’s Friend) geschriebene Lied Celebration wurde von dem zu dieser Zeit weitgehend unbekannten Marius Müller-Westernhagen unter dem Pseudonym „Marius West“ gesungen. Dieser Erstling war 1974 ein großer Erfolg. Müller-Westernhagen war auch die Synchronstimme des Hauptdarstellers Wierzejewski.

## Auszeichnungen
Roland Klick erhielt für seine Regieleistung das Filmband in Gold, Walter Kohut ein weiteres in der Kategorie Bester männlicher Nebendarsteller für seine bemerkenswerte Leistung als „herrlich gemein-hilflose[r] Penner“ Theo.
Der Film erhielt das Prädikat „Besonders wertvoll“.

## Kritik
Das Lexikon des Internationalen Films schreibt: „Handwerklich erstaunlich routinierter Thriller von Roland Klick, der sich um geradliniges, emotionales Genrekino bemüht, das eher auf Identifikation als auf kritische Reflexion setzt – womit er sich bewußt vom deutschen Autorenfilm der siebziger Jahre abgrenzt.“
Kay Wenigers Das große Personenlexikon des Films befand: „Klicks bemerkenswertester Kinofilm wurde 1973 der Krimi ‚Supermarkt‘, wie die typischsten seiner Werke eine schonungslose (wenngleich mit reißerischen Elementen aufgepeppte) Gesellschaftsbetrachtung aus dem Loser- und Randgruppen-Milieu ohne den für diese Zeit typischen, autorenfilmüblichen Zeigefinger und sozialkritischen Ansatz.“
In Buchers Enzyklopädie des Films ist zu lesen: „Die Geschichte von dem ausgeflippten Teenager und dem in der Krise befindlichen Journalisten, die beide mit dem Versuch, ihre Verhältnisse zu ändern, Schiffbruch erleiden, ist ein Stück sozialer Wirklichkeit.“
Wolf Donner resümierte in der Zeit vom 8. Februar 1974: „Der Film ist erstaunlich sicher, einfach und sorgfältig gemacht, so effektiv wie effektvoll.“
Reinhart Baumgart schrieb am 22. März 1974 in der Süddeutschen Zeitung: „[E]s lohnt sich, diesen außerordentlichen Film nicht nur (etwas atemlos, sehr bewundernd) passieren zu lassen, es lohnt sich, ihn einem zweiten, dritten Blick auszusetzen. Merkwürdig schnell, fand ich, verblaßt nämlich der starke Kinoeindruck. Dem Drehbuch, so sorgfältig es auch gearbeitet ist, fehlt offenbar das Wichtigste: eine kräftige, gut gebaute Geschichte. […] Und eine Geschichte ist mehr als ein Kunststück, ist eine Stellungnahme zum Stoff. Hier in Supermarkt wird der Stoff dem Zuschauer noch wie bewußtlos hingehalten, mit einem unverhofft sentimentalen, pauschalen Achselzucken über den Zustand der Menschen, der Welt hier und jetzt. Eine andere Perspektive als auf so aschgraue Trauer kann ein so energisch taumelnder Film gar nicht öffnen. Und das ist bei so viel Aufwand von Talent und Engagement zu allgemein und zu wenig.“
Andreas Busche schreibt 1999 in Splatting Image zu Supermarkt: „Klicks rasantestes, rührendstes, ausweglosestes Stück Kino, ein rauer Großstadtfilm ohne Milieu-Romantik oder -Mythos, starr vor Dreck und trotzdem herzlich.“
2006 rezensiert Anke Leweke den Film anlässlich des DVD-Release durch Filmgalerie 451 in Die Zeit: „Einsam zieht der halbwüchsige Willi durch abgerissene Hinterhöfe, schäbige Gassen und ranzige Kneipen. Weil er selbst nichts hat, klaut er der armen Toilettenfrau die wenigen Groschen vom Teller. Wir befinden uns in einem trostlosen Deutschland der siebziger Jahre – und sind dennoch im Kino. Im großen Kino. Denn bei Klick wird Willi nicht zum Sozialfall, sondern zum Helden. Den traurigen Kerl in abgerissener Lederjacke umgibt ein Rebellentum, wie wir es von James Dean und anderen Outlaws der Filmgeschichte kennen. Aus der Melancholie seines Straßenjungen extrahiert Klick das große, universelle Grundgefühl einer Jugend, die sich unverstanden und ungewollt fühlt.“
Unter der Überschrift „Das Unglück des Helden ist das Glück des Films“ verfasste Claudius Seidl in der FAZ am 21. März 2010 eine Neubetrachtung des Films und schrieb: „Sein Film Supermarkt aus dem Jahr 1973 ist eine Art Remake von ‚Außer Atem‘ unter Hamburger Strichern, Kleinkriminellen, Prostituierten“ und stellte Klicks Distanz und Diskrepanz zu den berühmtesten Vertretern des Jungen Deutschen Films jener Jahre heraus: „Und wenn damals Supermarkt eine Kriegserklärung an den Jungen Deutschen Film war: dann sieht er heute so aus, als wäre er selber einer – immerhin ein ganz besonderer.“
Michael Kienzl lobt 2013 auf critic.de Klicks sicheres Gespür bei der Besetzung: „Klick versammelt ein Arsenal an Archetypen, füllt sie mit den Widersprüchen des Lebens und beweist, wie wichtig das Casting für einen Film ist. Selbst die kleinsten Nebenrollen sind in Supermarkt genial besetzt, bis zu einem gewohnt atemlosen Alfred Edel als Chefredakteur und der späteren Fernsehmama Witta Pohl als Geisel. Und natürlich ist da noch Eva Mattes als Hure Monika, die mit blonder Perücke und blauem Ledermantel ein weiteres Mal zeigt, dass man auch als Trampel eine gewisse Anmut haben kann.“ Klick nähere sich seinen Figuren nicht psychologisch, sondern räumlich durch Schnitt und Bildgestaltung: „Statt einem Melodram hat er einen Actionfilm im wahrsten Sinne des Wortes gedreht. Wenn sich die Ereignisse darin auf rasante Weise abwechseln, bleibt schlichtweg keine Zeit mehr zum Jammern. Ständig ist der rastlose Willi auf der Flucht, gib ein hohes Tempo vor, wenn er sich von Jost Vacanos entfesselter Kamera durch Fabrikhallen und Gassen eines grau-tristen Hafenviertels jagen lässt. [...] Klick überhöht seine Hauptfigur nicht, geht aber ganz mit ihrem impulsiven Naturell mit. Er schneidet hart von Szene zu Szene und peitscht das Tempo mit dichten Genremomenten hoch, die in dieser Intensität im deutschen Kino nur selten zu sehen sind.“
Ekkehard Knörer analysierte Supermarkt in der taz. Dort heißt es: „Was man dem Film ansieht, von der ersten Einstellung an, ist die sehr genaue Kenntnis des Milieus, von Szene-spezifischen Bewusstseinslagen und Verhaltensweisen. Willi (Charly Wierzejewski) ist von Beginn an auf der Flucht vor seiner Herkunft, vor der Polizei, auf der Suche nach einem anderen Leben, vor dem er, sobald eine Möglichkeit aufscheint, wieder davonläuft. Jost Vacanos bewegliche Kamera eilt in von Klick präzise choreografierten Szenen hinter Charly her, durch die Hinterhöfe eines schmutzigen Hamburg, durch Kaschemmen und Brachland mit brennenden Autos, bis hin zu dem Überfall auf einen Supermarkt, der sein Triumph wird und sein Ende. Der Film kommentiert nichts, denunziert seinen Helden nicht und heroisiert ihn nicht. Beschreibung wie Analyse stecken in der Beobachtung von Gesten, Fluchtbewegungen und Bildhintergründen.“